# シャミネ

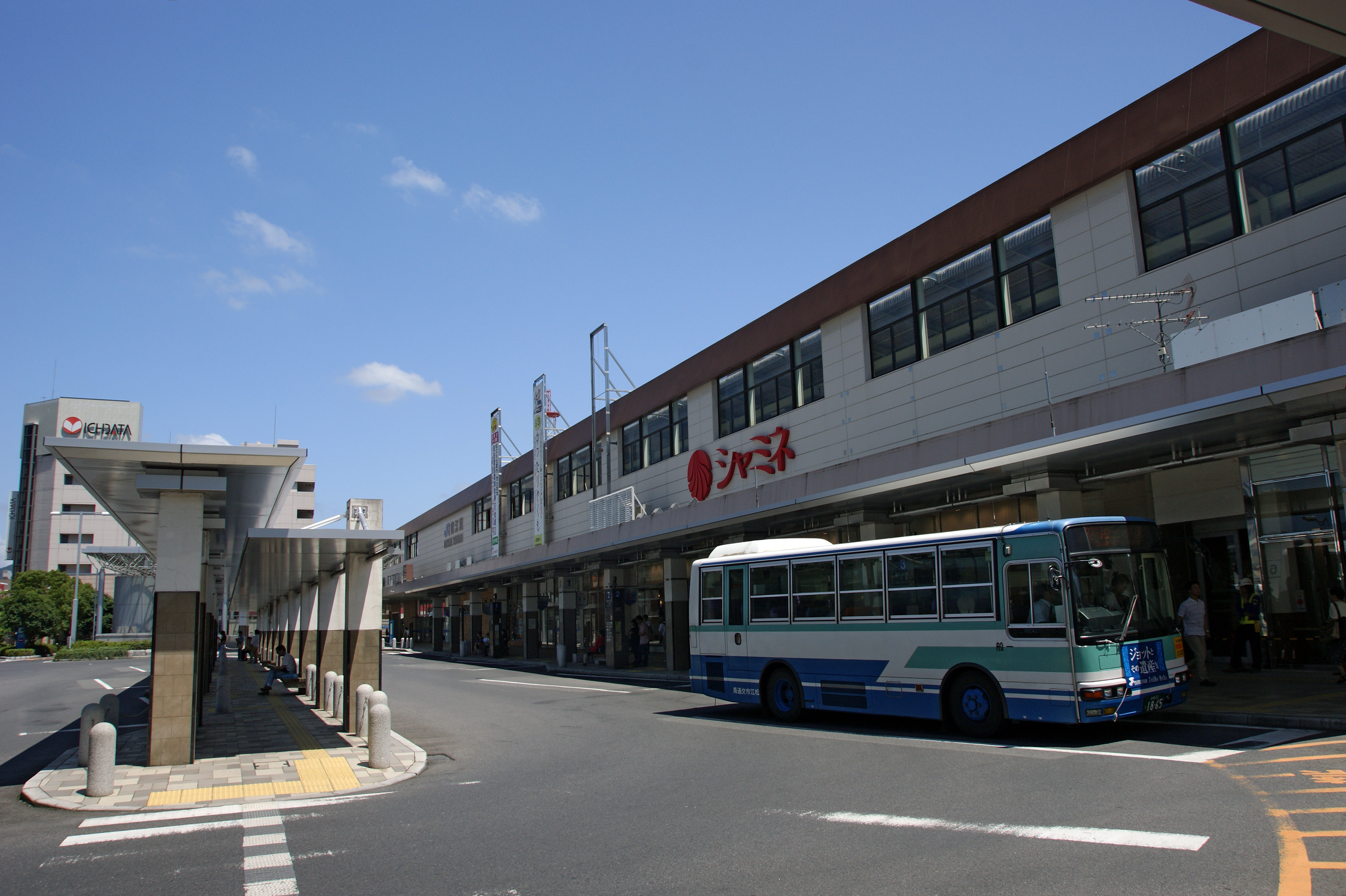
シャミネ松江店（松江駅北口）。高架下1階にシャミネ松江店がある。奥に見えるのは一畑百貨店跡。

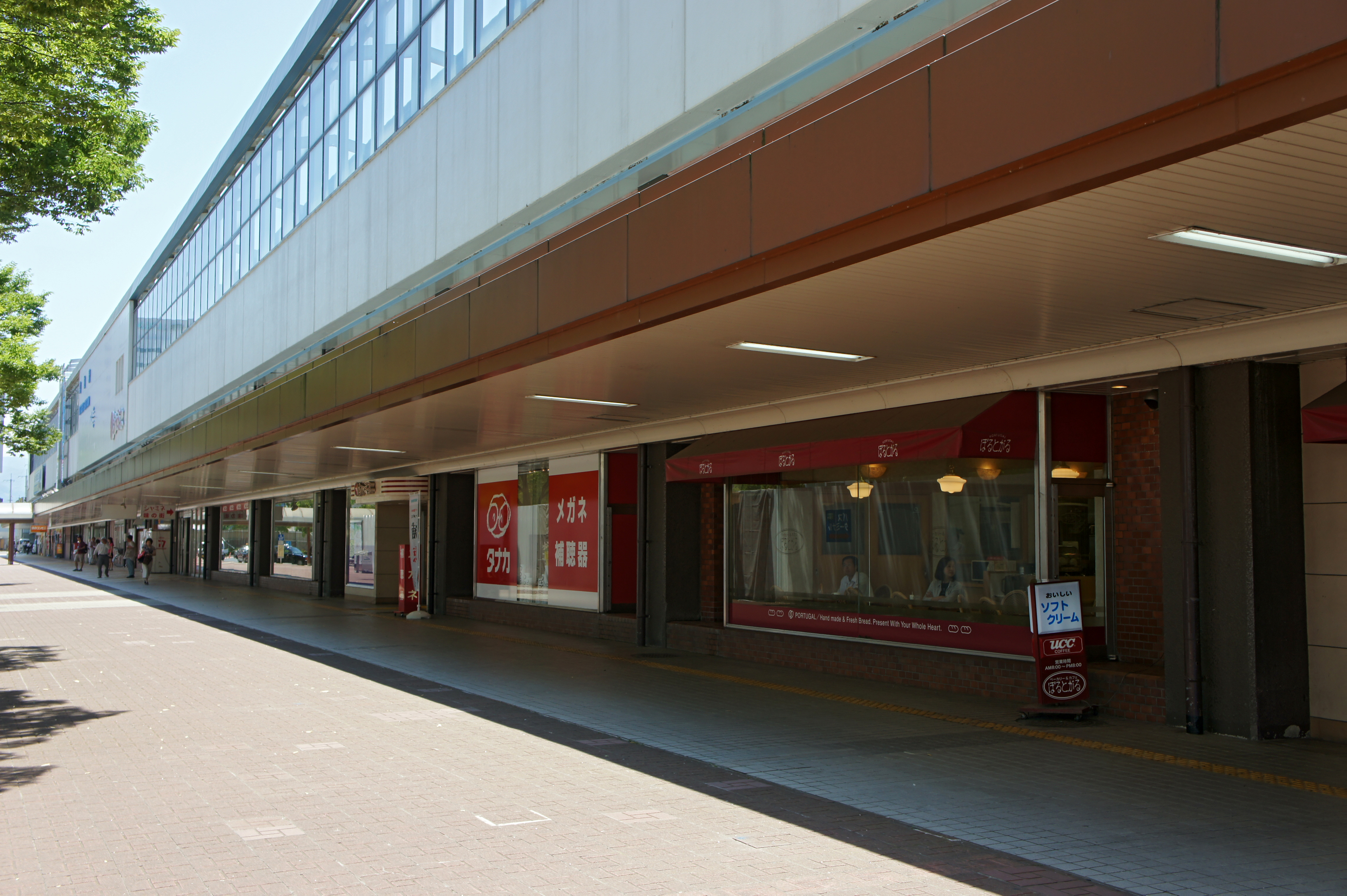
シャミネ鳥取店（鳥取駅北口）のエントランス

シャミネは、西日本旅客鉄道（JR西日本）の関連会社JR西日本山陰開発株式会社（ジェイアールにしにほんさんいんかいはつ）が管理運営している駅ビル（駅ナカ）。
山陰本線の松江駅と鳥取駅の高架下、米子駅の旧駅舎跡を利用しており、それぞれ「シャミネ松江」と「シャミネ鳥取」、「シャミネ米子」の3店舗が存在する。以前は、山陰本線乃木駅に、うどん店をテナントにした「シャミネ大橋」があった。

## 概要
1970年代後半頃に山陰本線の松江駅・鳥取駅の高架駅化によって開業。また、2023年7月に米子駅建て替え完了に伴いシャミネ米子が開店。
松江店は「ファッション・くらしのサポート館」、「縁結び通り」、「食の専門館」、「ごちそう広場味彩」の4フロアと、駅西側高架下に分かれ、それぞれ各店舗がテナントとして営業している。
鳥取店は2階建てになっており、1階部分は飲食・土産品店関係のテナントが入居している。2階部分は主にアパレル関連のテナントが入居していたが、テナントの撤退が相次いだ。2014年3月19日にワンフロアで全館リニューアルオープンし、山陰初出店となるテナントが複数オープンした。
2015年10月16日から、当時、山陰地区のJR西日本の在来線では対応エリアがなかったが、セブン-イレブンハートインを除いた専門店にICOCA電子マネー、楽天Edy、iD、WAON、nanacoが導入された。これにより、「交通系ICカード全国相互利用サービス」対応の各IC乗車カード（PiTaPaを除く）、楽天Edy、iD、WAON、nanacoでショッピングが可能になった。
3店舗とも駅コンコースやバスターミナルに直結している為に鉄道やバス利用客の利用が多く、観光・帰省客が土産を購入したり、待ち合わせに用いたりする姿がよく見られるが、3店舗ともに駅に隣接してデパートがあったり、付近にショッピングセンターが存在したりするので単独での利用客はそう多くはない（松江店：イオン松江ショッピングセンター等。鳥取店：丸由百貨店・鳥取ショッピングシティ等。米子店：イオン米子駅前店等）。